# جو مونتانا
جو مونتانا (بالإنجليزية: Joe Montana)‏ هو لاعب كرة قدم أمريكية أمريكي، ولد في 11 يونيو 1956 في New Eagle, Pennsylvania ‏ في الولايات المتحدة.

## وصلات خارجية
- جو مونتانا على موقع إي إس بي إن.كوم (أن.أف.أل)3
- جو مونتانا على موقع مرجع كرة القدم المحترفة.كوم (الإنجليزية)
- جو مونتانا على موقع قاعة كاليفورنيا للمشاهير الرياضية (الإنجليزية)
- جو مونتانا على موقع IMDb (الإنجليزية)
- جو مونتانا على موقع الموسوعة البريطانية (الإنجليزية)
- جو مونتانا على موقع ميوزك برينز (الإنجليزية)
- جو مونتانا على موقع إن إن دي بي (الإنجليزية)
- جو مونتانا على موقع قاعدة بيانات الفيلم (الإنجليزية)